# Sanne Wevers
Sanne Wevers (* 17. September 1991 in Leeuwarden) ist eine niederländische Turnerin. Sie gewann bei den Olympischen Spielen 2016 die Goldmedaille am Schwebebalken. Ihre Zwillingsschwester Lieke ist ebenfalls Kunstturnerin.

## Erfolge
Wevers begann im Alter von zwölf Jahren mit dem Kunstturnen. Ihren ersten internationalen Wettkampf bestritt sie 2007. 2008 nahm sie an den Turn-Europameisterschaften teil. Für die Olympischen Spiele in Peking wurde ihr als einzige niederländische Teilnehmerin Suzanne Harmes vorgezogen. Sie nahm an den Weltmeisterschaften 2010 teil. Wegen verschiedener Verletzungen verpasste sie die Olympischen Spiele 2012 in London. Bei den Europameisterschaften 2015 gewann sie Bronze am Stufenbarren und bei den Weltmeisterschaften im selben Jahr Silber am Schwebebalken. Bei den Olympischen Spielen 2016 in Rio gewann sie vor den Augen des niederländischen Königspaars Gold am Schwebebalken und schlug dabei völlig überraschend die Favoritin Simone Biles, die einen Fehler gemacht hatte. Sie ist damit die erste niederländische Kunstturnerin, die bei Olympischen Spielen eine Einzelmedaille gewonnen hat. Im Team hatten die Niederlande 1928 Gold gewonnen.
Wevers hat ein nach ihr benanntes Element im Turnen erfunden (Schwebebalken, zwei Drehungen mit horizontal weggestrecktem Bein). Sie ist bekannt dafür, nach jeder Übung die geturnten Schwierigkeiten in ein Heft zu notieren, um sie mit der Note der Jury zu vergleichen.